# Coco Peredo
Roberto „Coco” Peredo Leigue (ur. 23 maja 1939 w Cochabambie, zm. 27 września 1967) – boliwijski działacz komunistyczny, brat Intiego.
Już jako jedenastoletni chłopiec wstąpił do Komunistycznej Partii Boliwii. W wieku 22 lat został sekretarzem Komitetu Miejskiego KP Boliwii w La Paz. Mając 23 lata chciał wstąpić do partyzantki w Wietnamie. Członek partyzantki boliwijskiej Che Guevary, ranny 26 września 1967, schwytany przez wojsko; następnego dnia został rozstrzelany przez porucznika Galindo. Zginął mając 28 lat.